# Guy-Albert Sibon
Pour les articles homonymes, voir Sibon (homonymie).
 (janvier 2018).
Guy-Albert Sibon, ingénieur de la marine nationale française, est un homme politique malgache pendant la période du protectorat français de Philibert Tsiranana et la révolution malgache de Didier Ratsiraka. Il est le premier officier malagasy commandant de l'Unité Marine de Diego-Suarez (1969-1972).

## Biographie
Il est le père de deux garçons, Bernard et Paul, et d'une fille.
Il a été élève de l’école navale de Brest. 
À Diego Suarez, il a été gouverneur militaire (1972-1973), chef de province de (1973-1978), ministre de la Défense de (1978-1986).
Guy-Albert Sibon a perdu la vie dans le crash d’un avion Douglas DC-3 à Ampamoizankova, région Vakinankaratra en mai 1986.